# Rąbienice
Rąbienice – wieś w Polsce położona w województwie dolnośląskim, w powiecie jaworskim, w gminie Wądroże Wielkie, zamieszkana przez 46 osób (najmniejsza miejscowość tej gminy według stanu na III 2011 r.).
Wierni kościoła rzymskokatolickiego należą do parafii pw. Podwyższenia Krzyża Świętego w Konarach.
Znajdują się tu dwa zakłady kamieniarskie.

## Podział administracyjny
W latach 1975–1998 miejscowość administracyjnie należała do województwa legnickiego.